# Wanganui-Erdbeben von 1843
Das Wanganui-Erdbeben von 1843 war das erste Erdbeben in Neuseeland, welches offiziell registriert wurde.
Die Besiedlung Neuseelands durch die Europäer stand noch am Beginn und seitens der Māori gab es nur mündliche Überlieferungen und Legenden. Auch war die Erfahrung mit Erdbeben seitens der Siedler noch gering und die technischen Möglichkeiten, Messungen vorzunehmen arg begrenzt. Aus diesem Grund ist die Datenlage zu diesem Ereignis schlecht und geologische Forschungen über Ursache und Wirkung des Bebens sind schwierig.

## Beben
Fest steht, dass sich das Erdbeben am 8. Juli 1843 ereignete. Es wird auf eine Stärke von 7,5 auf der Richterskala geschätzt, das Epizentrum des Bebens wird in der Nähe der heutigen Stadt Wanganui vermutet.
Es wurde von einem kraftvollen Erdbeben gesprochen, bei dem die Leute Schwierigkeiten beim Gehen hatten. Viele Häuser wurden beschädigt und eine Kirche in Pūtiki (heute Ortsteil von Wanganui), die aus Ziegelsteinen gebaut war, wurde zerstört. Dokumentiert ist der Tod zweier Menschen, die bei einem Erdrutsch verschüttet wurden. Im Flussbett des Whanganui Rivers sollen tiefe Risse entstanden sein und ein großer Bereich der Shakespeare Cliff in den Fluss gerutscht sein.
Untersuchungen von Erdrutschen an der Küste südlich von Cape Kidnappers in der Region Hawke’s Bay, die dem Jahr 1843 zugeordnet werden können, führten zu der Überlegung, dass das Zentrum des Bebens vielleicht doch mehr in östlicher Richtung gelegen haben könnte, was die Erdrutsche in der Hawke’s Bay besser erklären würde. Auch ließen sich Brüche im Boden nahe Napier dadurch besser erklären.